# Ніколи-назавжди
«Ніко́ли-наза́вжди» (англ. Never Forever) — драма спільного виробництва США і Південної Кореї режисера Джини Кім, що вийшла у 2007 році. Прем'єра відбулася 18 січня 2007 року на фестивалі «Санденс», де фільм завоював премію «Симпатії журі».

## Сюжет
Американка Софі Лі безуспішно намагається завагітніти. Її чоловік — кореєць дуже переживає, що у них немає дітей. Він навіть робить спробу самогубства. Софі в розпачі вирішується на крайній крок. Вона пропонує іммігранту з Кореї гроші, щоб зачати від нього дитину. Куди приведе ця затія і чи допоможе вона? …

## У ролях
- Віра Фарміґа — Софі Лі
- Девід Лі МакІнніс[en] — Ендрю Лі
- Джозеф Ю. Кім — Священик
- Ширлі Роіка — Таня
- Ха Чон У[en] — Кім Чіха
- Кері Свенсон Райлі — Міріам
- Джексон Пейс — Адам
- Алекс Манетті — Джессі
- Марселін Хуго — Доктор Хенсон

## Цікаві факти
- Зйомки картини проходили в околицях Нью-Йорку, в зокрема в його Квінз.[1]